# Dnopherula guangdongensis
Dnopherula guangdongensis är en insektsart som först beskrevs av Zheng, Z. 1986.  Dnopherula guangdongensis ingår i släktet Dnopherula och familjen gräshoppor. Inga underarter finns listade i Catalogue of Life.